# Шелдон (тауншип, Миннесота)
Шелдон (англ. Sheldon) — тауншип в округе Хьюстон, Миннесота, США. На 2000 год его население составило 289 человек.

## География
По данным Бюро переписи населения США площадь тауншипа составляет 77,1 км², из которых 77,1 км² занимает суша, водоёмов нет.

## Демография
По данным переписи населения 2000 года здесь находились 289 человек, 109 домохозяйств и 85 семей.  Плотность населения —  3,7 чел./км².  На территории тауншипа расположено 117 построек со средней плотностью 1,5 построек на один квадратный километр. Расовый состав населения: 99,31 % белых и 0,69 % афроамериканцев.
Из 109 домохозяйств в 32,1 % воспитывались дети до 18 лет, в 68,8 % проживали супружеские пары, в 5,5 % проживали незамужние женщины и в 22,0 % домохозяйств проживали несемейные люди. 16,5 % домохозяйств состояли из одного человека, при том 5,5 % из — одиноких пожилых людей старше 65 лет. Средний размер домохозяйства — 2,65, а семьи — 2,98 человека.
23,5 % населения — младше 18 лет, 6,2 % — в возрасте от 18 до 24 лет, 27,0 % — от 25 до 44, 27,0 % — от 45 до 64, и 16,3 % — старше 65 лет. Средний возраст — 42 года. На каждые 100 женщин приходилось 106,4 мужчин.  На каждые 100 женщин старше 18 приходилось 106,5 мужчин.
Средний годовой доход домохозяйства составлял 40 625 долларов, а средний годовой доход семьи —  45 208 долларов. Средний доход мужчин —  22 813  долларов, в то время как у женщин — 23 750. Доход на душу населения составил 16 918 долларов. За чертой бедности находились 13,8 % семей и 12,2 % всего населения тауншипа, из которых 17,7 % младше 18 и 11,1 % старше 65 лет.